# ثلاء
ثلاء (به عربی: مدینة ثلاء) یک منطقهٔ مسکونی در یمن است که در استان عمران واقع شده‌است.

## نگارخانه

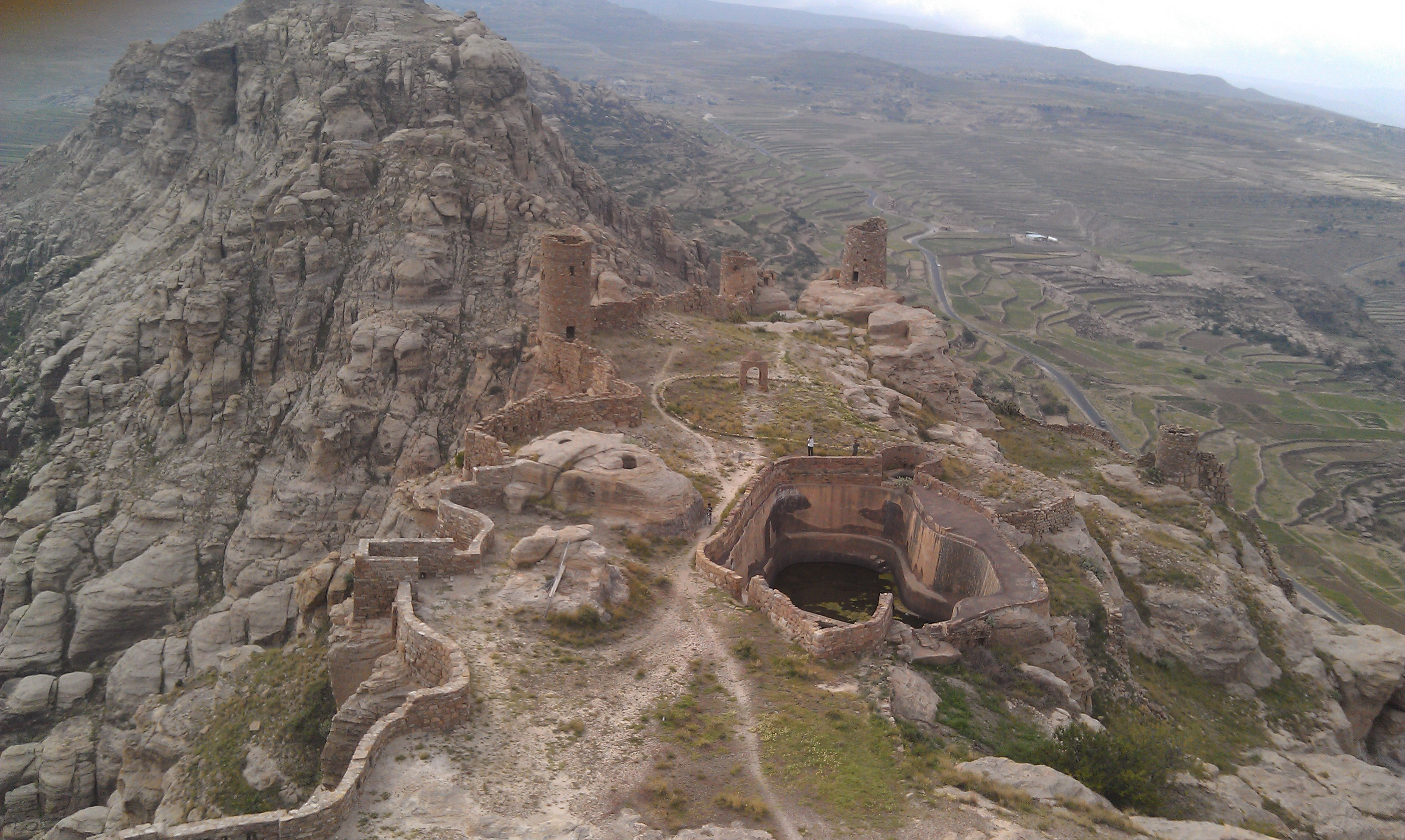
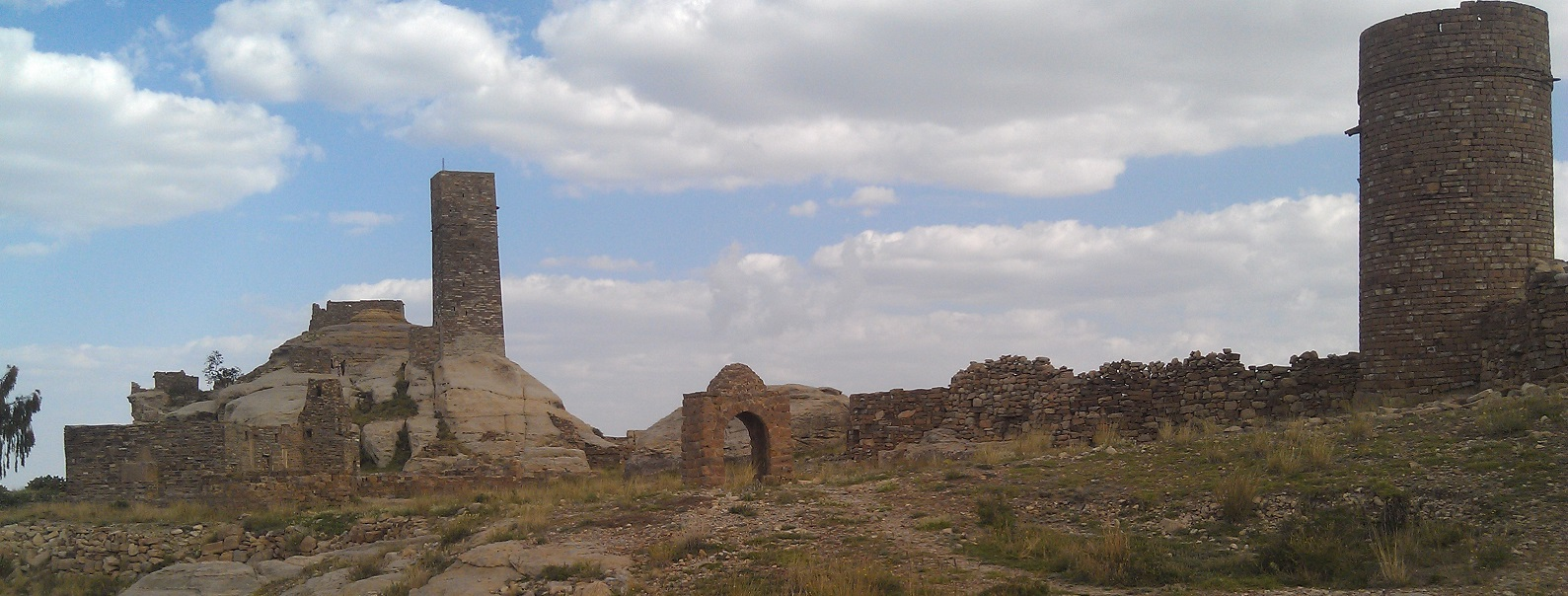
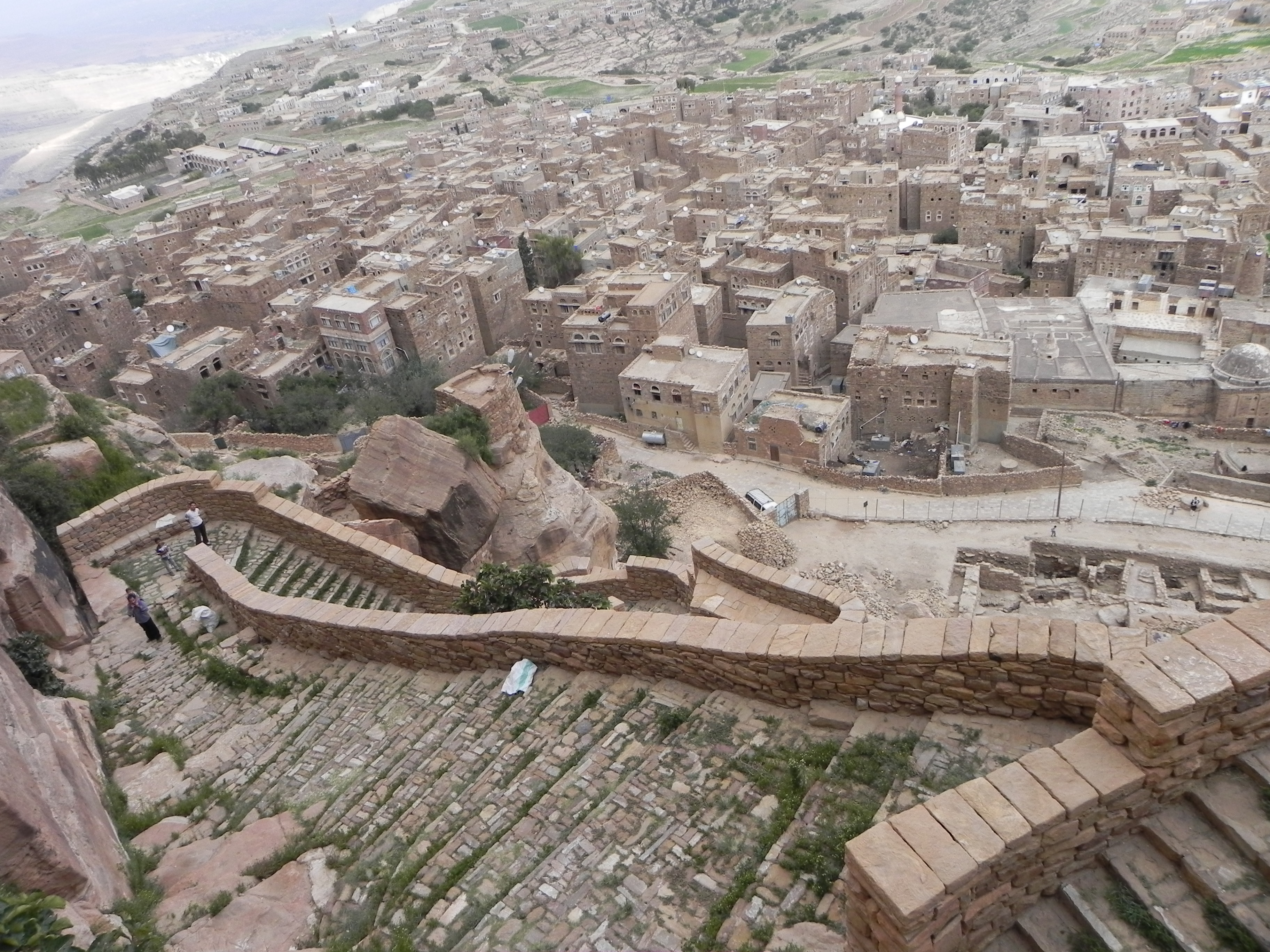
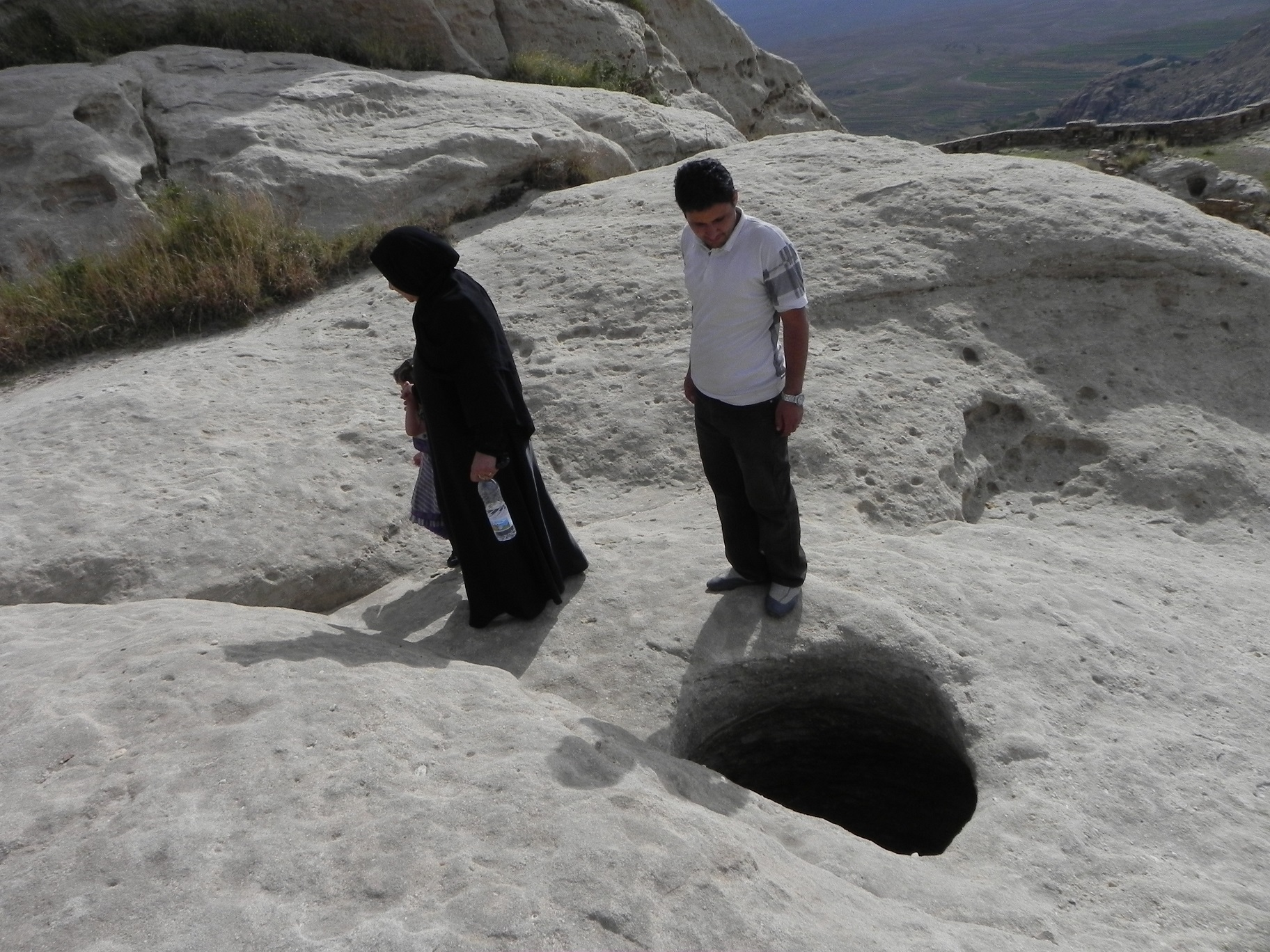